# Iosif Conta
Iosif Conta (n. 14 septembrie 1924, Bârzava, Arad – d. 8 noiembrie 2006) a fost un dirijor român. A studiat Conservatorul la Arad, Cluj, București și Londra. În 1952 a devenit redactor la Contemporanul (pe când era încă student la Conservatorul bucureștean), apoi dirijor și director adjunct al Radiodifuziunii în 1954.
În 1964 dirijează prima audiție, în țară, a poemului simfonic Vox Maris de George Enescu, interpretat de Orchestra Simfonică a Radioteleviziunii Române.
Numele său este legat de cel al Orchestrei Naționale Radio împreună cu care a efectuat numeroase turnee în străinătate. Din 1982 s-a dedicat și pedagogiei în cadrul Universității Naționale de Muzică, optând apoi, până în 1992, pentru postul de dirijor al Orchestrei din Izmir - Turcia. 
Fiul său, Vladimir Vlad Conta, continuă drumul tatălui său în arta dirijorală.

## Distincții
- Medalia Muncii (13 octombrie 1953) pentru contribuția sa la „munca de pregătire și desfășurare a celui de-al IV-lea Festival Mondial al Tineretului și Studenților pentru Pace și Prietenie⁠(d)”[4]
- titlul de Artist Emerit al Republicii Populare Romîne (18 august 1964) „pentru merite deosebite în activitatea desfășurată în domeniul teatrului, muzicii, artelor plastice și cinematografiei”[5]
- Ordinul Meritul Cultural clasa a II-a (12 septembrie 1968) „pentru merite deosebite în activitatea muzicală”[6]